# 支屈六
支屈六（?—?），马长寿先生认为张屈六即支屈六，十六国后赵时大臣。
西晋末年，石勒起兵，支屈六和王阳、夔安、支雄、冀保、吴豫、刘膺、桃豹、逯明、郭敖、刘征、张曀仆、呼延莫、郭黑略、张越、孔豚、赵鹿归附石勒，十八个壮士号称为“十八骑”。大兴二年（319年），石虎及张敬、张宾、左司马张屈六、右司马程遐文武等一百二十九人上疏请求石勒称帝，石勒没有同意，自称赵王，依汉中王刘备在蜀、魏王曹操在鄴故事，依照春秋时列国旧例称元年。